# 中澤潔
中澤 潔（中沢 潔、読み：なかざわ きよし、1934年 - ）は、広島県出身の相撲ジャーナリストである。東京相撲記者クラブ会友。

## 来歴・人物
1957年に早稲田大学卒業後、報知新聞社へ入社。1959年より相撲担当記者となる。
1960年に毎日新聞社へ入社し、運動部で水泳・相撲を担当した。社会部を経て、1970年には再び運動部に異動、野球担当やミュンヘンオリンピック特派員・編集委員などを経験した。1989年に退社。以降フリーで活動している。

## 詳細情報

### 著書
- 相撲もの知り博士 玉の海もびっくり!（1977年、ベストセラーズより「ワニの豆本」シリーズの1冊として発行。「中沢潔」名義）[2]
- 大相撲は死んだ（2011年、宝島社より「宝島社新書」の1冊として発行。ISBN 4796683712）

### 連載
- 中澤潔の改革待ったなし!（『大相撲』2004年1月号 - 2009年5月号）
- 仕切りなおしだ!大相撲（『大相撲』2009年7月号 - 2010年9月号=休刊号）

### テレビ出演
- 朝まで生テレビ!（テレビ朝日）
- スーパーモーニング（同）
- たかじんのそこまで言って委員会（読売テレビ、2008年9月7日）
- 情報ライブ ミヤネ屋（読売テレビ）

ほか

### ラジオ出演
- Suntory Saturday Wating Bar（TOKYO FM、2007年12月1日放送「スポーツ・ハラホロヒレハレ」に出演。『朝青龍』の話を語った）[3]